# Pachylioides
Genre
Le genre Pachylioides regroupe des insectes lépidoptères de la famille des Sphingidae, de la sous-famille Macroglossinae, de la tribu des Dilophonotini et de la sous-tribu des Dilophonotina.

## Systématique
- Le genre Pachylioides a été décrit par l'entomologiste américain Ronald W. Hodges, en 1971.
- L'espèce type et unique pour le genre est Pachylioides resumens (Walker, 1856).

## Taxonomie
- Pachylioides resumens (Walker, 1856)